# Мопти
Мопти е една от 8-те области на Мали. Площта ѝ е 79 017 км², а населението (по преброяване от 2009 г.) е 2 036 209 души. Столицата ѝ е град Мопти.

## География
Област Мопти граничи с област Тимбукту на север, област Сегу на югозапад и с Буркина Фасо на югоизток.
Населението е над 1,7 млн. души, като по-голямата част от него е от етническите групи Бозо, Сонгаи, Догон, Фула и Бамбара.
През областта минава река Нигер, в която при град Мопти се влива река Бани.
Мопти може да бъде разделена на няколко части: делтата на река Нигер около град Мопти, района на стръмните скали около град Бандиагара и района на равнините покрай границата с Буркина Фасо. Планината Хомбори, в която се намира най-високата точка на Мали (1153 м.), е разположена на територията на областта, в близост до град Мопти.
Климатът на областта е типичен за областта Сахел, с много малко валежи.
Най-големите градове са Севаре, Дженне, Бандиагара, Банкас и Ювару.